# ラモット・ピケ (軽巡洋艦)

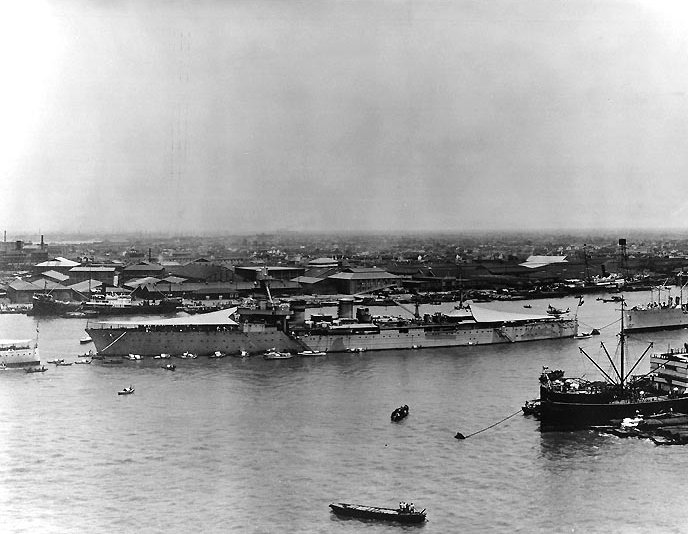
ラモット・ピケ

ラモット・ピケ (Lamotte-Piquet) は、フランス海軍が海軍休日時代に建造した巡洋艦。
デュゲイ・トルーアン級軽巡洋艦の2番艦。
本艦のみロリアン海軍工廠で建造された。艦名はアメリカ独立戦争中のグレナダの海戦やサバンナ包囲戦で活躍したトゥサン＝ギヨーム・ピケ・ド・ラ・モット (Toussaint-Guillaume Picquet de la Motte) に由来する。
1936年以降、東南アジア、東アジアで活動。親善のため、幾度か大日本帝国を訪問したことがある。
第二次世界大戦の緒戦でフランスが敗北して1940年7月にヴィシー政権が樹立すると、ヴィシー軍に所属した。タイとの間で紛争が発生すると、1941年1月17日に他艦と共にタイ海軍部隊攻撃（コーチャン島沖海戦）を行った。同年9月、日本で修理をおこなう。
仏印に戻るが、その後は燃料不足もあって係留状態となる。太平洋戦争末期の1945年1月12日にアメリカ海軍空母機の攻撃で被弾、横転した。

## 艦歴
1923年1月17日に起工。1924年3月21日に進水。1927年3月5日竣工。
1935年、「ラモット・ピケ」は極東配備となる。11月2日にブレストより出航し、ビゼルト、ポートサイド、ジブチ、アデン、コロンボ、シンガポールを経て12月30日にサイゴンに着いた。1936年1月8日、極東艦隊 (Forces navales d'Extrême-Orient) を率いるEsteva中将は軽巡洋艦「プリモゲ」から「ラモット・ピケ」へ将旗を移した。
同年1月20日、「ラモット・ピケ」はサイゴンから巡航に出発。トゥーラン、Port-Dayot、トゥーラン、ハイフォン、Along Bay、Kwangchow Wan、香港、上海、青島、大連、威海衛、仁川と訪れ、釜山に停泊した後、宮島、高松、神戸、横浜、室蘭、函館、青森、敦賀、宮津を訪問した。それからドック入りのため長崎に滞在。その後、青島を経て上海に着き、そこに1か月滞在。それから香港、サンダカン、バリクパパン、マカッサル、バリ島Sanoer、バタビアと訪れ、12月16日にサイゴンに戻った。
1937年1月、セブ訪問。3月からはマニラ、香港、基隆、鹿児島、別府、博多港、長崎、青島、上海、長崎、宮島、神戸、横浜と訪問。7月1日には、フランス極東艦隊司令長官や本艦艦長が、皇居で昭和天皇に拝謁している。続いて上海、威海衛、チーフー、Chin-Wang-Tao、Shan-Kai-Kwan、Chin-Wang-Tao、チーフーと訪れ、8月11日に上海着。同地では第二次上海事変が発生。12月26日までの同地滞在中には時々近くに爆弾が落下した。
上海を離れた後はハイフォン、Along Bay、トゥーラン、ニャチャンを経て1938年1月16日にサイゴン着。サイゴンで3か月にわたる修理を実施。4月にはPort-Dayot、Along Bay、Fort-Bayardと訪れ、5月には香港で整備を実施。その後Chusan Archipelagoで「プリモゲ」と会い、それから5月20日から6月28日まで上海に滞在した。それからトゥーラン、チーフー、威海衛、青島を経て7月23日にサイゴンに戻った。「ラモット・ピケ」は7月28日出航してAlong Bayで「プリモゲ」と訓練を行い、Port-Dayotを経てサイゴンに戻った。8月からはシンガポール、スラバヤ、バリ島、マカッサル、クダッ、マニラ、Port-Dayot、トゥーラン、香港と訪れ、10月22日に上海着。11月22日まで上海にとどまり、香港へ行った後、Chusan Islandsで訓練を実施。それからAlong Bayで「プリモゲ」と会い、訓練の後、ハイフォン、トゥーラン、Port-Dayot、Cap Saint-Jacques、カンボジアのRéamと経て1939年1月13日にサイゴンに戻った。それから2か月にわたる整備を実施。完了後、トゥーラン、Along Bay、Port-Dayotを経て香港へ行き、同地で入渠して舵の修理などを実施して4月23日にサイゴンに戻った。「ラモット・ピケ」は5月は日本により租界が脅かされていた厦門を訪れ、6月にはフランスの駐中国大使Henri Cosmeを上海からハイフォンへ運び、それからカムランへ移動。フランス潜水艦「フェニックス (Phénix) 」が演習中の6月15日にカムラン湾で消息不明となると、「ラモット・ピケ」と「プリモゲ」はその捜索を行った。
「ラモット・ピケ」はサイゴンに戻った後、6月21日から29日までシンガポールに滞在。そこで、極東艦隊の指揮官Decoux中将は不穏な極東情勢を受けて開催された英仏会議に出席した。それから、Cap Saint-Jacques、ニャチャン、カムランを経てサイゴンに戻った。8月、巡洋艦「シュフラン」とともにPort-Dayotを訪れ、次いでAlong Bayで訓練を実施。厦門、青島、威海衛を訪れた後、ヨーロッパ情勢を受けて8月28日にサイゴンに戻った。
9月、第二次世界大戦が勃発。「ラモット・ピケ」は香港を訪れ、サイゴンへ戻ると次はインドシナ兵及び労働者を運ぶ船の護衛に従事し、シンガポールを経て10月3日にコロンボに到着。それからペナンを経てサイゴンに戻った。整備の後、香港、カムラン、サイゴン、香港、ハイフォンと移動し、11月27日にサイゴンに戻る。
12月はシンガポールへ向かった後、蘭印でドイツ船捜索に従事。サイゴンへ戻った後、1940年1月後半から再び蘭印で活動し、2月8日にサイゴンに戻ると整備を実施した。3月後半は香港に滞在し、入渠もした。また、オーストラリア仮装巡洋艦「カニンブラ」が香港近くまで護送してきたソ連船「Vladimir Mayakovsky」を引き渡されている。サイゴンへ戻った後、Port-Dayot、カムランと移動し、それからインドシナ沿岸の哨戒活動に従事した。5月は香港を訪れ、サイゴン滞在期間を挟んで哨戒に従事した。
5月、西部戦線で連合軍は大敗した。6月22日に独仏休戦協定とヴィラ・インサーチ協定が結ばれて、フランスはドイツとイタリア王国に事実上降伏した。ヴィシー・フランスが成立したが、同時に自由フランス軍も発足した。「ラモット・ピケ」はヴィシー軍に残る。
「ラモット・ピケ」は6月22日にサイゴンに戻った。8月12日、極東艦隊は解隊となった。8月後半、ハイフォン、Along Bay、Fort-Bayardを訪れる。9月、日本軍による北部仏印進駐が実施された（北部仏印進駐、両軍戦闘序列）。10月後半にはPhan-Thiut、カムラン、ニャチャン、カムランと訪れ、11月後半にはサイゴンからファンティエットへ航海した。12月はサイゴンからプロコンドル島へ赴いた。
11月からフランス領インドシナとタイとの間で紛争が発生。「ラモット・ピケ」と通報艦「アミラル・シャルネ」、「デュモン・デュルヴィル」、「マルヌ」、「タウール」からなる部隊が作られ、「ラモット・ピケ」艦長のRégis Bérenger大佐がその指揮官となった。
1941年（昭和16年）1月14日、仏印総督のジャン・ドクーはカムラン湾で観艦式をおこない、フランス艦隊旗艦として「ラモット・ピケ」も参加した。さらにドクー総督はJules Terrauxフランス艦隊司令官と重要会談をおこなう。 
陸軍からの支援要請を受けて同15日に同部隊はプロコンドル島より出撃。タイ艦隊はSattahibとKoh Changの2か所に分かれているとの偵察情報があり、Bérengerは距離が近い等の理由からKoh Changの方を攻撃することに決めた。1月17日、フランス海軍部隊は、トンブリ級海防戦艦2隻を基幹とするタイ海軍と交戦した（コーチャン島沖海戦）。
「ラモット・ピケ」はまず水雷艇「チョンブリ」、「ソンクラ」と交戦。また泊地へ魚雷3本を発射したが、それによる戦果はなかった。続いて海防戦艦「トンブリ」と交戦して何度か命中弾を与え、「トンブリ」では艦長が戦死して舵機故障をおこした。「トンブリ」に対しても魚雷3本を発射したが外れた。戦闘終了後に「トンブリ」は浅瀬で転覆した。タイ側は「ラモット・ピケに大損害を与えた」と勝利を宣伝し、フランス側は自軍に損害はなかったとするが、少なくとも8インチ砲弾1発が「ラモット・ピケ」に命中したとの主張もある。帰路、フランス海軍部隊はタイ王国空軍の航空機による攻撃を受けた。Curtiss Hawk III戦闘機による「ラモット・ピケ」攻撃では、フランス側は艦から数メートルの場所に爆弾が落下したとする一方、タイ側は250kg爆弾1発が命中したが不発であったと主張している。続くVought V93S軽爆撃機の攻撃は成果なく終わっている。
1月18日、サイゴンに帰投。大日本帝国がフランスとタイの調停に乗り出した。停戦会議がはじまり、大日本帝国海軍の軍艦「名取」がサイゴンに寄港して会場となった。また停戦監視と「名取」護衛のために日本海軍の航空母艦や水雷戦隊が出動した。その間も「ラモット・ピケ」はサイゴンに停泊していた。
2月15日、軽巡「長良」がサイゴンに到着して軽巡「阿武隈」（第一水雷戦隊旗艦）から監視任務を引き継ぐ。「ラモット・ピケ」は「長良」に連絡将校をおくらなかった。22日には駆逐艦「夕暮」が、サイゴンに到着した。「ラモット・ピケ」は2月23日にサイゴンを出発（夕暮もサイゴン出発）、約一週間ほどカムランに赴いたあと、サイゴンに帰投した。3月13日には、サイゴンの監視艦艇が「長良」から駆逐艦「磯風」（第17駆逐隊）に交代する。同月後半からはPort-Bayard、Along Bay、トゥーラン、Dosonを訪れた。5月はトゥーラン、ニャチャンを、6月はカムラン、Cap Saint-Jacques、クイニョン、Xuan-Dai、カムランと訪れた。日本海軍は海防艦「占守」などをベトナムに派遣して、「ラモット・ピケ」以下フランス極東艦隊の監視にあたらせた。
7月と8月は「ラモット・ピケ」はサイゴン工廠で過ごす。この頃にはボイラーの状態が悪化してきており、また入渠の必要もあったがサイゴンのドックは小さすぎて「ラモット・ピケ」は入渠不可能であった。9月8日、大阪へ向けて出発。9月15日に到着して大阪港に碇泊、この様子がニュース映像として残っている。
艦長は阪神海軍部や中部軍司令部を訪問して挨拶した。「ラモット・ピケ」は17日に入渠し、22日に出渠した。艦長は東京の海軍省におもむいて謝意を表明し、日本側も歓迎晩餐会を開いたという。
9月27日、大阪を出発した。サイゴンへの帰途嵐にあい、修理に1か月以上要した。ボイラーの修理は1942年3月から9月にかけて実施されるも、「ラモット・ピケ」は燃料不足のため活動不能となった。「ラモット・ピケ」はドンナイ川で係留され、海軍学校として使用された。
1945年1月、アメリカ海軍第38任務部隊が南シナ海に進入（グラティテュード作戦）。1月12日、「ラモット・ピケ」はCat Lai沖で第38.2任務群（空母「レキシントン」、「ハンコック」、「ホーネット」）による空襲を受け、被弾し横転した。第一次インドシナ戦争の終わった1954年時点でも、「ラモット・ピケ」の船体は残ったままであった。

## 要目
- 基準排水量 - 7,249トン
- 全長 - 181.6 m
- 幅 - 17.2 m
- 速力 - 33ノット
- 主な兵装 - 50口径15.5cm連装砲4基、3連装魚雷発射管4基